# Dolby Vision
Dolby Vision — комплекс технологических решений компании Dolby Laboratories для создания, обработки и распространения HDR-видео.
Он охватывает создание, распространение и воспроизведение контента. Dolby Vision включает динамические метаданные, которые используются для настройки яркости, цвета и резкости каждого кадра видео в соответствии с цветовым объемом дисплея (то есть максимальной и минимальной яркостью и цветовой гаммой). Это позволяет сохранять творческие замыслы на всех дисплеях, совместимых с Dolby Vision. Он был представлен в 2014 году, став первым доступным форматом HDR-видео.
Dolby Vision широко используется в производстве телевизоров, мобильной электроники, видеопродукции на дисках формата Blu-ray Disc, стриминговых сервисах, компьютерных играх и другой продукции с высокими стандартами воспроизведения видео.

## Общие сведения
Отличительной особенностью технологии от других форматов HDR-видео (HDR10, HDR10+, HLG и другие) является возможность воспроизведения бо́льшей максимальной яркости (до 10 000 кд/м²), за счёт использования кодирования сигнала с глубиной цвета 12 бит. Технология обеспечивает возможность хранить динамические метаданные и оптимизировать параметры яркости, цвета и резкости для конкретного эпизода видео и даже для отдельного кадра на дисплее или проекторе, на котором воспроизводится контент Dolby Vision.

## Лицензия
Dolby Vision — это запатентованное решение компании Dolby.
В 2021 году совместимые системы цветокоррекции могут создавать автоматические метаданные Dolby Vision без дополнительных затрат для создателей контента. Для активации тримов, позволяющих создателям контента вручную корректировать видео, требуется годовая лицензия стоимостью 2500 долларов. OEM-производителям и производителям грейдинга, мастеринга, редактирования или других профессиональных приложений или устройств необходимо подать заявку на получение лицензии.
Вице-президент Dolby Джайлс Бейкер заявил, что стоимость роялти для Dolby Vision составляет менее 3 долларов на телевизор.

## Создание видеоматериалов в формате Dolby Vision
Dolby Vision для записи HDR-видео использует систему перцептивной квантизации яркости PQ — гамма-кривую сигнала яркости по стандарту SMPTE ST 2084 . Исходный видеоматериал с помощью совместимой с Dolby программы для обработки видео подвергается цветокоррекции (англ. color correction) и цветовому оформлению (англ. color grading), после чего HDR-мастерфайл анализируется для создания L1-метаданных Dolby Vision, позволяющих оптимизировать параметры яркости, цвета и резкости сигнала. Данные видеосигнала проходят через внутреннее (программное) или внешнее (аппаратное) устройство маппинга контента — CMU (англ. Content Mapping Unit). Полученный мастер-файл с цветовым оформлением может быть передан на дисплей для просмотра. Метаданные проходят проверку на соответствие заданному заказчиком стандарту яркости и цвета; как и стадия маппинга, проверка может осуществляться на внутренней или внешней рабочей станции, подключённой к основной системе работы с видеоконтентом Dolby Vision. При проверке метаданных компьютерная программа моделирует декодирование Dolby Vision на устройствах конечных пользователей с различными характеристиками, позволяя колористу видеть, насколько корректно файл будет отображаться на целевом устройстве (телевизоры, проигрыватели Blu-ray Disc, мобильные устройства). В случае необходимости к уже имеющимся L1-метаданным Dolby Vision могут быть добавлены слои L2/L3/L8. Доставка контента осуществляется в виде и HDR-видеофайла с функцией передачи PQ (Tiff, ProRes, Jpeg2000 или другого) с метаданными, которые могут быть либо в него встроены (MXF, IMF или другое) или размещены в отдельном файле с метаданными формата XML.
В сентябре 2021 года Microsoft добавила поддержку Dolby Vision на игровых приставках Xbox Series X и Series S.